# 俄语正写法改革
俄语正写法改革是指俄语字母随着俄语的历史而发生的官方的或非官方的改变，尤其是18到20世纪间的变化。

## 早期的变化
| а | б | в | г | д | е | ж | ѕ | з | и | і | к | л | м | н | о | п | р | с | т | ѹ | ф |
| х | ѡ | ц | ч | ш | щ | ъ | ꙑ | ь | ѣ | ꙗ | ѥ | ю | ѫ | ѭ | ѧ | ѩ | ѯ | ѱ | ѳ | ѵ | ҁ |

使用西里尔字母的古东斯拉夫语大约在10世纪时同东方基督教传入东部斯拉夫民族居住的地区。
如此，即使此套字母是基于南斯拉夫语支而非东斯拉夫语支的规范，口头语和书面语的区别也不明显。以yus（Ѫ、Ѭ、Ѧ、Ѩ）为首的一些字母随着语言的演变，在宗教和世俗用途中逐渐被弃用。语言学家对其的规范化亦并不成功。

## 18世纪的变化

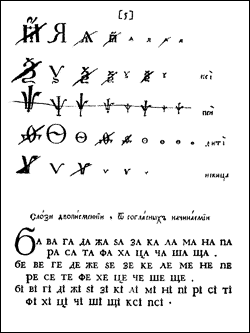
彼得一世通过划掉表中无用的字母确定字母形式

俄语字母印刷体在彼得一世于1708年推荐公用体（гражданскій шрифтъ，graždanskij šrift，今为гражданский шрифт，[ɡrɐʐˈdanskʲɪj ˈʂrʲift]）的时候开始有自己的现代字形。这一改革并非完全正写法性质的，然而有效地在世俗用途中移除了一些字母：Ѯ（кс）、Ѱ（пс）、Ѡ（о）、Ѧ（я），以及所有附加符号（除й以外），俄语与教会斯拉夫语书写上开始出现明显的区别。随着历史传统的削弱，俄语的拼写在18世纪在理论和实际行动上都变得不一致，像是米哈伊尔·罗蒙诺索夫提倡形态学的正写法，瓦西里·特列季阿科夫斯基提倡语音学的正写法。

## 19世纪的变化
从18到19世纪，在特定的基础上做出了各种各样的调整，诸如俄语书面语开始出现现代化、高度规范化的形式。这些包括了字母ё的引入和ѵ（相当于希腊字母和拉丁字母y）的逐渐消失，倾向于使用（都表示/i/）；以及ѳ（相当于希腊字母θ）倾向于ф或者т。（俄语没有th的发音，ѳ只用于外来语，尤其是希腊语。）在1917年，只有мѵро（müro，[ˈmʲirə]，没药）和сѵнодъ（sünod，[sʲɪˈnot]，会议）两个词还在用ѵ，而且变得罕见。ѳ仍然广泛使用，即使很少作为“西方化”（法语式的）的发音被许多单词接受；例如，ѳеатръ（ḟeatr, [fʲɪˈatr]，剧院）变成театръ（teatr，[tʲɪˈatr]）。减少拼写冲突的尝试在格罗特的标准教科书（1885）中达到高潮，他的课本保持官方授权至21版，直到1917年俄国革命。他对形态学、语音学和俄语正写法的历史准则的融合在那段时期一直有效，即使很多单词的字母和书写通过说明所有情况下两种元音中的一种的使用的复杂但特别可靠的拼写法则发生了变化。

## 革命后的大改革
俄语拼写最近的一次大改革是由阿列克谢·沙赫马托夫准备并于1917年革命后不久推出。
沙赫马托夫主导的1917年5月11日推出的俄语拼写法简化研讨会最终决议构成了很快被教育部接受的新方案的基础。

### 改革前
到了1918年最近一次大改革前，俄羅斯正字法俄语字母有35個字母。
| А а     | Б б  | В в  | Г г     | Д д   | Е е   | Ж ж    | З з   | И и            | І і            | К к   | Л л   |
| азъ     | бу́ки | вѣ́ди | глаго́ль | добро́ | есть  | живѣ́те | земля́ | и́же            | і              | ка́ко  | лю́ди  |
| а       | бе   | ве   | ге      | де    | е     | же     | зе    | и восьмери́чное | і десятери́чное | ка    | эль   |
| М м     | Н н  | О о  | П п     | Р р   | С с   | Т т    | У у   | Ф ф            | Х х            | Ц ц   | Ч ч   |
| мыслѣ́те | нашъ | онъ  | поко́й   | рцы   | сло́во | тве́рдо | укъ   | фертъ          | хѣръ           | цы    | червь |
| эмъ     | энъ  | о    | пе      | эръ   | эсъ   | те     | у     | эфъ            | ха             | це    | че    |
| Ш ш     | Щ щ  | Ъ ъ  | Ы ы     | Ь ь   | Ѣ ѣ   | Э э    | Ю ю   | Я я            | Ѳ ѳ            | Ѵ ѵ   |       |
| ша      | ща   | еръ  | еры́     | ерь   | ять   | э      | ю     | я              | ѳита́           | и́жица |       |

### 改革後

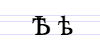
旧俄语字母yat

俄语正写法通过统一一些形容词性或者代词性质的屈折，替换ѣ为е、і（取决于莫斯科发音的语境）／ѵ为и，ѳ为ф，去掉旧有不发音的yer，包括词尾辅音后面的ъ（硬音符号）（由此几乎去除了古斯拉夫语言开音节体系最后的活化石）而被简化。例如变成（雷宾斯克）。

### 執行
1917年12月阿纳托利·卢那察尔斯基主管的教育人民委员会发布命令说明“所有州、政府机关和学校无一例外都应开展向新正写法的过渡而不拖延……从1918年1月1日起所有政府和州的出版物，定期的……和非定期的”以新的拼写法编印发行。这一命令几乎等同于五月会议推出的提案，而且带有1918年10月苏联人民委员会发布的命令的实质内容做出的小的修改。
由此，私人出版物会以旧式（或更广泛实用的）正写法正式出版。该命令禁止人们用旧有的规范方式教学。只有在同时违背新旧规范的情况下考虑给出拼写法。
然而事实上，苏联政府很快建立起印刷业的垄断，并对布告执行的满意程度非常注重。一个常见的做法是不仅从印刷车间清除І、Ѳ和Ѣ，而且清除Ъ。由此撇号替代Ъ作为隔音符号的做法广泛传开（如 、 而不是 ）并被视为改革的一部分（即使是在人民委员会看来这种做法是错误的）。然而直到1929年，一些学术上的印刷品（与革命前编印出版的旧作品、文献及印刷品有关联的）除了扉页以及序言以外仍以旧式正写法出版。
俄国及后来苏联铁路上运行的铁路机车的名字带有І、Ѵ和Ѳ。即使正写法改革，这些名字一直没有变，直到1950年代这些铁路机车不再使用。
一些白俄移民的出版物直到1970年代仍旧出现旧式正写法。

### 改革的积极影响
这次改革减少了许多不再被语音所支持的正写法——例如复数词的性的不同和需要掌握的以Ѣ拼写的单词的一长串列表（在语言学者间争议的上述列表的组成，以及彼此互冲的不同的拼写指引）。
这次改革带来书写及排版上的便利，因为排除了词尾Ъ——依据列夫·乌斯宾斯基的计算，新正写法拼写的文字缩短了三十分之一。
这次改革从俄语字母中移除了成对的完全字面上的同音异义语（也就是Ѣ和Е、Ѳ和Ф、还有И、I和Ѵ三字母组），使之更贴近于俄语通常的音韵体系。

## 更近的修改
尽管1918年法令以来没有任何重大改变，争论和起伏在一定程度上仍然持续。
1930至40年代期间，ё在印刷出版物中的用途增加，可能的原因是斯大林不能在字母之间做区别，虽然没有相关用途的指引出版。人民委员在1930年代努力整理相关规则，后来因为二战而停止，直到斯大林的最后一年也没有恢复。
俄语正写法和标点符号规则的汇编于1956年出版，但只引入了当时很小一部分的正写法的改动1956年的汇编额外包含了1930年代发展出来的有关标点符号的新规则的解释，以及1918年法令当中没有明文规定的内容。
有名的新一轮争议随着A. I. Efimov在1962年3月23日消息报上发表的一篇文章而展开。这篇文章提出进一步的改革以贴近语言的语音表达。随着报纸与期刊上的反复讨论，一个新的正写法委员会在苏联科学院俄语研究所主导下于1962年开始工作。委员会于1964年发布报告《Predloženija po usoveršentvovaniju russkoj orfografii》。报告的发布引起了报纸、期刊、广播和电视上的广泛讨论，还有超过10,000份信件寄入研究所。
对文章的回应指出简化俄语拼写的需求是由于苏联以俄语为国内交流的语言以及东西方阵营日益增加的对俄语的研究。对俄语的非母语使用者的指引成为进一步改革的一个核心问题显示出Efimov去掉阴性名词词尾的ь的建议的阻力，这有助于帮助学习的人分辨词性。另外Efimov声称不适当的增加小学的教学实践是在专注于正写法，而不是发音和形态。Efimov主张已有的正写法从格罗特的汇编以来没有本质上的变化，而且只是使正写法贴近语音学上的实现，并且去除了一些例外和变种，可以投入适当的注意力到修辞和“语言文化的发展”。国家的关注点在于作为俄罗斯人的语言，作为国语，作为国内交流的语言延续至今的俄语的合理的教程。

## 現在
現代俄語使用的字母數量為33個。
|  |  |  |  |  |            |  |            |  |  | (短) |
|  |  |  |  |  |            |  |            |  |  |      |
|  |  |  |  |  | (硬音符号) |  | (软音符号) |  |  |      |

## 引用及注释
1. ↑  Comrie, Stone, and Polinksy 1996, 288-9.
2. ↑  Россійская грамматика, сочиненная Императорскою Россійскою Академіею. Изданіе третье. — Въ Санктпетербургѣ: Печатано въ типографіи Императорской Россійской Академіи, 1819. — С. 2.
3. ↑  Практическая русская грамматика, изданная Николаемъ Гречемъ. Второе изданіе, исправленное. — Санктпетербургъ: въ типографіи издателя, 1834. — С. 3.
4. ↑  Русское правописаніе （页面存档备份，存于）. Руководство, составленное по порученію Второго отдѣленія Императорской академіи наукъ академикомъ Я. К. Гротомъ. Одиннадцатое изданіе. — Санктпетербургъ: Типографія императорской академіи наукъ, 1894. — С. 2.
5. ↑  qtd. in Comrie, Stone, and Polinsky: 1996: 290
6. ↑  For full text of the decree, see Černyshev, V. I. "F. F. Fortunatov i A. A. Šaxmatov--reformatory russkogo pravopisanija (po materialam Arxiva Akadmii Nauk SSSR i ličnym vospominanijam." In A. A. Šaxmatov: Sbornik statej i materialov, edited by S. P. Oborskogo, 167-252. Moskva: Izdatel'stvo Akademii Nauk SSSR, 1947.
7. ↑  Comrie, Stone, and Polinsky 1996: 290.
8. ↑  Full text in Černyshev 1947: 248-9.
9. ↑  Bermel, Neil. . Language, Power and Social Process 17. Walter de Gruyter. 2007: 31  [2014-12-07]. ISBN 9783110197662. （原始内容存档于2016-06-29）. [...] the Russian spelling reforms of 1917-1918 were based on proposals drawn up by an imperial commission thirteen years earlier, slightly watered down. However, because they were implemented at time of great social upheaval, these reforms divided Russian literati into two camps. Adherence to the old orthography became a mark of adherence to pre-revolutionary values, and some émigré presses continued to employ the pre-Soviet conventions until the 1970s.
10. ↑  Comrie, Stone, and Polinksy 1996: 296.
11. ↑  （俄文） Правила русской орфографии и пунктуации 1956 г. （页面存档备份，存于）
12. ↑  这些包括在像панцирь之类的少数单词中的цы改为ци，以及对по-видимому和по-прежнему等单词加入连字符。Отбой учебной тревоги （页面存档备份，存于） （俄文）
13. ↑  (Comrie, Stone and Polinksy 1996: 296)
14. ↑  Efimov, 1962. http://dlib.eastview.com/browse/doc/24642226 （页面存档备份，存于）. Accessed 8 April 2014.
15. ↑  Klein, Kurt. "Recent Soviet Discussion on Reform of Russian Orthography." The Slavic and East European Journal 8, no. 1 (1964): 54-61.
16. ↑  Morton, Benson. "A Note on Russian Orthography." The Slavic and East European Journal 37, no. 4 (1993): 530-32.
17. ↑  Comrie, Stone, and Polinsky 1996: 303.